# George Alhassan
George Alhassan   (Kumasi, 11 de novembre de 1955), conegut com a Jair en referència a Jairzinho, és un exfutbolista ghanès de la dècada de 1980.
Fou internacional amb la selecció de futbol de Ghana.
Pel que fa a clubs, destacà a Great Olympics, FC 105 Libreville i Ulsan Hyundai FC.